# Nasênia (gente)
Nasênia (Nasennia) era uma obscura família plebeia em Roma. Nenhum dos Nasênios ocupou qualquer um dos altos cargos do estado romano, e a família é mais conhecida por Caio Nesênio, um soldado da época de César. Muitos outros Nasênios são conhecidos por inscrições.

## Origem
O nome Nesênio (Nesênio) parece pertencer a uma classe de nomes que terminam em -ennius e provavelmente derivam do osco. É comparado com o nome Herênio (Herennius), sugerindo que cada um se desenvolveu a partir de uma forma anterior com o sufixo -endius. Uma raiz osca aponta para os Nasênios sendo originalmente de extração sabina ou samnita.

## Prenomes
Os únicos prenomes encontrados entre os Nasênios conhecidos a partir de registros existentes são Caio, Lúcio e Aulo, todos os quais eram muito comuns ao longo da história romana. Sua prevalência entre os Nasênios pode ser devido ao fato de que muitos daqueles cujos nomes estão registrados eram libertos, que assumiram os prenomes de seus mestres quando obtiveram cidadania romana.

## Membros
- Caio Nesênio, um centurião que serviu em Creta sob Quinto Cecílio Metelo Crético, buscou a assistência de Cícero após a morte de César. O orador escreveu a Nesênio uma carta de apresentação para Marco Júnio Bruto.[3]
- Lúcio Nesênio Jucundo, um liberto enterrado em Roma na época do imperador Vespasiano.[4]
- Caio Nesênio Museu, nomeado em várias inscrições de Óstia, datando da época de Adriano.[5]
- Caio Nesênio Félix, nomeado em inscrições de Óstia, uma das quais data de 143 d.C.[6]
- Caio Nesênio C. f. Félix, nomeado em uma inscrição de Óstia.[7]
- Caio Nesênio Fortunato, nomeado em uma inscrição de Óstia.[8]
- Caio Nesênio Tálamo, nomeado em uma inscrição de Óstia.[9]
- Nesênio Salutar, nomeado em uma inscrição funerária de Roma.[10]
- Nesênio Pudente, um dos herdeiros de Públio Cornélio Vitor, mencionado na inscrição funerária deste último em Roma.[11]
- Caio Nesênio Plebeio, ergueu um monumento em Roma em memória de Caio Júlio Unio. Ele também é nomeado em uma inscrição de Castrimoenium.[12]
- Lúcio Nesênio Secundo, nomeado na inscrição funerária de sua esposa, Maximina Agripina, em Cesareia na Mauritânia Cesariense.[13]
- Nesênio Orestiniano, um amigo de Caio Tamínio Vero, nomeado em uma inscrição de Colescípolos, perto de Interamna Nahars.[14]
- Caio Nesênio C. f. Prisco, nomeado em uma inscrição de Herculano.[15]
- Aulo Nesênio, o antigo mestre de vários libertos e libertas de Cápua.[16]
- Aulo Nesênio A. l., um liberto, nomeado em uma inscrição de Cápua.[17]
- Aulo Nesênio, um liberto da esposa de Aulo Nesênio, conhecido por uma inscrição em Cápua.[18]
- Eros Nasênia A. l. Dardanália, uma liberta de Aulo Nesênio, conhecida por uma inscrição em Cápua.[18]
- Aulo Nesênio Filárguro, um liberto da esposa de Aulo Nesênio, conhecido por uma inscrição em Cápua.[18]
- Aulo Nesênio Optato, um liberto de Aulo Nesênio, conhecido por uma inscrição em Cápua.[18]
- Nasênia A. l., uma liberta de Aulo Nesênio, conhecida por uma inscrição em Cápua.[18]
- Caio Nesênio Marcelo, um oficial municipal da Colônia romana em Cápua.[19]
- Caio Nesênio C. l. Rufio, um liberto que ergueu um monumento em Cápua.[20]
- Caio Nesênio Félix, contribuiu com dinheiro para construir um templo em Óstia.[21]
- Caio Nesênio Naseniano, contribuiu com dinheiro para construir um templo em Óstia.[21]
- Caio Nesênio Agatirso, casou-se com Lucília e foi pai de Caio Nesênio Próculo. Ele e sua família estão enterrados em Óstia.[22]
- Caio Nesênio C. f. Próculo, filho de Caio Nesênio Agatirso e Lucília, casou-se com Terência Ácris e foi pai de Caio. Ele construiu um túmulo de família em Óstia.[22]
- Caio Nesênio C. f. C. n. Próculo, filho de Caio e Terência Ácris, morreu aos seis anos e foi enterrado no túmulo da família em Óstia.[22]
- Caio Nesênio, nomeado em uma inscrição funerária de Óstia.[23]
- Nesênio Apolinário, respondeu extensivamente a perguntas feitas a ele pelo jurista Júlio Paulo.[24]